# 水江運河

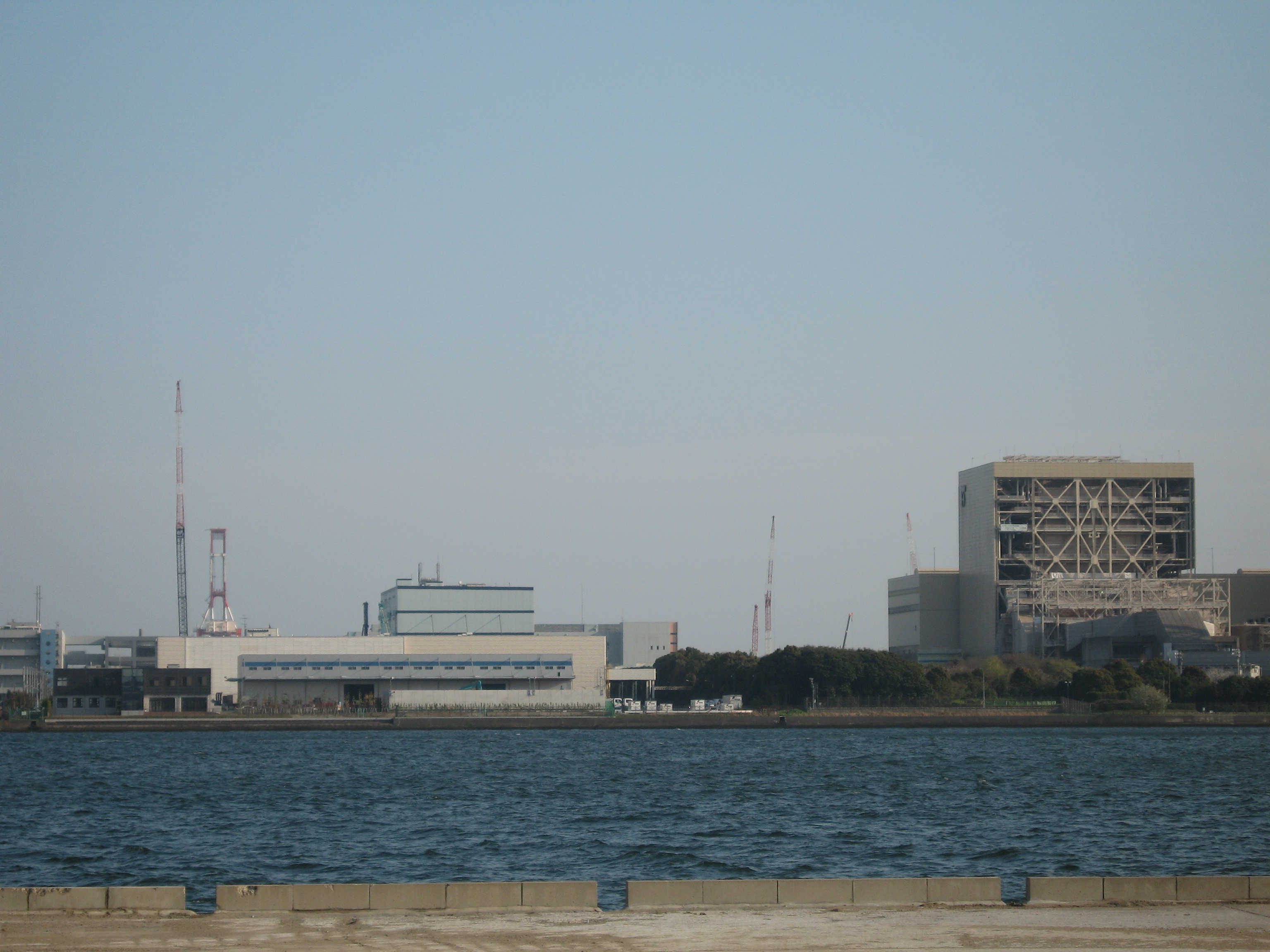
水江町から水江運河を臨む。2007年3月29日撮影。

水江運河（みずえうんが）は、神奈川県川崎市川崎区に存在する運河。京浜工業地帯である川崎区南側の埋立地を通っている。

## 地理

### 隣接している区画・運河

#### 区画
- 水江町
- 夜光
- 池上町

#### 運河
- 池上運河
- 桜堀運河
- 千鳥運河
- 夜光運河
- 塩浜運河

## 運河データ
- 起点:千鳥運河・塩浜運河・夜光運河との合流点
- 終点:水江町中央道路の東岸
- 長さ:700メートル
- 幅:150メートル
- 水深:2～4メートル

この水域は運河であると同時に、「水江運河泊地」という名称もついている。

## 命名由来
隣接する区画「水江町」に由来する。
座標: 北緯35度30分54秒 東経139度44分28秒 / 北緯35.51500度 東経139.74111度